# デンジャラス・ビューティー
『デンジャラス・ビューティー』（Miss Congeniality）は、2000年に製作されたアメリカ映画である。主演のサンドラ・ブロックは製作にも参加している。2005年に続編『デンジャラス・ビューティー2』も制作された。現題はサンドラ・ブロックが映画内で受賞する賞「ミス・コンジニアリティ」に由来。

## あらすじ
1982年のこと。10歳のグレイシー・ハートは、自分が好きな男の子をいじめている男の子と喧嘩をして勝つ。しかし、男の子は女の子に助けられたことを恥と思い、彼女に何も言わず立ち去る。それを見たグレイシーは彼の鼻を殴り、1人ですねて立ち去る。
18年後、グレイシーはFBIの容赦ない特別捜査官となっている。優秀ではあるが、皮肉屋で、色気ゼロ、オシャレにも全く関心が無く、野暮ったい外見である。イケメンでモテモテの同僚エリック・マシューズとは対照的に、仕事一筋で地味な独身生活を送っている。ロシアのギャングに対するおとり捜査中、彼女は窒息しそうなギャングのボスを救うために上司の命令を破ったことから、他の捜査官が撃たれてしまった。グレイシーは罰として事務職に回される。その直後、FBIは、「ザ・シチズン」としてのみ知られる悪名高い国内テロリストからの手紙で、テキサス州サンアントニオで開催される第75回ミス・アメリカ合衆国美人コンテスト（原語では「Miss United States」）での爆破予告を知る。エリック・マシューズがこの任務を担当することになる。彼はグレイシーの提案を頼りにするが、それは自分の手柄にするためだ。グレイシーの案の1つは、イベントに捜査官を潜入させ、最初の選抜で上位5位までに入り、コンテストに関する全てのことを把握出来るようにするというものだ。FBIの捜査官から選ばれた候補者全員が適さないと判断されたため、エリックは失格となる見込みのミス・ニュージャージーの代わりにグレイシーが潜入することを提案する。
「ミスコンなんて頭が空っぽの女が出るバカ女の品評会みたいなもの」とハナからコンテストを軽蔑しきっていたグレイシーを見かねたFBIは、過去に何度も優勝者を送り出してきている伝説の美容コンサルタント、ヴィクター・メリングを雇う。ヴィクターはグレイシーに、出場者としての服装、歩き方、振る舞い方を教える。オネエ言葉でレクチャーするヴィクターにグレイシーは最初は辟易するが、やがてビクターの徹底した姿勢を高く評価するようになる。グレイシーはニュージャージー代表の「グレイシー・ルー・フリーブッシュ」としてコンテストに出場し、ミス・ロードアイランドのシェリル・フレイジャーと友達になる。 コンテストが始まると、グレイシーは特技披露の際、グラスハープの演奏と護身術で審査員に強い印象を与える。
コンテストの総監督で嘗て本ミスコンで優勝者したこともあるキャシー・モーニングサイド、彼女の助手のフランク・トービン、ベテランMCのスタン・フィールズ、そして過激な動物愛護活動家グループに過去に関係していたシェリル・フレイジャーなどが疑われる。グレイシーはシェリルや他の出場者を呑みに誘う。グレイシーはシェリルの過去を探ろうとするが、一方、他の出場者から、過去にキャシーが優勝出来たのは、本来の優勝者が突然食中毒になりキャシーが昇格したからということなど、コンテスト出場者としてのキャシーの過去が疑わしいことを知らされる。グレイシーはキャシーが「ザ・シチズン」の手先だと推測する。グレイシーがこのことをエリックと捜査チームに報告すると、「ザ・シチズン」は無関係な別の容疑で逮捕されていることを知り、脅威が無くなったため、上司のマクドナルドは任務の中止を決める。グレイシーは何かが間違っているのではないかと主張するが、エリックとチームは聞き入れずに立ち去ってしまう。帰宅途中、ビクターはエリックに、フランクは実はキャシーの息子であり、前科があるためにFBIから隠蔽しようとしていたという事実を告げる。エリックはテキサスに戻り、命令に反して捜査を続けるグレイシーを支援する。
最終ラウンドで、グレイシーは第2位となり大変驚く。シェリルがミス・アメリカ合衆国に選ばれるが、ティアラを受け取りに歩く途中、グレイシーはフランクが「ザ・シチズン」になりすましてコンテストの爆破予告をしたこと、そして爆弾がティアラに仕込まれていることに気づく。エリックが爆弾を爆発させようとするフランクと格闘する中、グレイシーはシェリルからティアラを奪おうとする。最後に、グレイシーは何とかティアラをステージの上方に投げ上げ、ティアラは爆発してステージは火事となる。キャシーとフランクが逮捕されると、グレイシーは、キャシーがコンテストの主催組織から解雇されたことへの復讐として、2人がコンテスト優勝者をステージ上で殺そうとしたことを突き止める。その後、エリックはグレイシーをデートに誘い、2人はキスをする。その後、エリックとビクターはグレイシーを騙してコンテストのお別れ朝食会に参加させ、そこでシェリルはグレイシーを「ミス・コンジニアリティ」と名付ける。グレイシーは涙ながらにその栄誉を受け入れ、コンテストの真の精神を理解する。

## 登場人物
グレイシー・ハート
演 - サンドラ・ブロック
FBI捜査官。勝気な性格で女性としての魅力には無頓着で女を磨く気も一切なかったがミスコンに出場したことで価値観が変わり始めていく。
ヴィクター・メリング
演 - マイケル・ケイン
美容コンサルタント。オネエ言葉を使うゲイ。腕はいいが完璧主義者で相手を辟易させる。
エリック・マシューズ
演 - ベンジャミン・ブラット
グレイシーの同僚。
スタン・フィールズ
演 - ウィリアム・シャトナー
ミスコンテンスとの司会者。しかし刷新のため解雇される。
ハリー・マクドナルド
演 - アーニー・ハドソン
グレイシーの上司。
キャシー・モーニングサイド
演 - キャンディス・バーゲン
ミスコンテンストの大会委員長。自身もミスコン優勝者。
クロンスキー
演 - ジョン・ディレスタ
捜査官。
シェリル
演 - ヘザー・バーンズ
ミス・ロードアイランド。おっとりしている。
カレン
演 - メリッサ・デ・ソーサ
ミス・ニューヨーク。
レズリー
演 - ウェンディ・ラクエル・ロビンソン
ミス・カリフォルニア。
メアリー・ジョー
演 - ディアドレ・クイン
ミス・テキサス。
アラナ
演 - エイシャ・デマーコス
ミス・ハワイ。
フランク・トービン
演 - スティーヴ・モンロー
キャシーの息子。もはや犯罪者という素行不良。

## キャスト
| 役名                               | 俳優                             | 日本語吹替                                                                 | 日本語吹替                                                                 | 日本語吹替 |
| 役名                               | 俳優                             | ソフト版                                                                   | 機内上映版                                                                 | 日本テレビ版 |
| ---------------------------------- | -------------------------------- | -------------------------------------------------------------------------- | -------------------------------------------------------------------------- | --- |
| グレイシー・ハート                 | サンドラ・ブロック               | 川原亜矢子                                                                 | 高乃麗                                                                     | 松本梨香 |
| ヴィクター・メリング               | マイケル・ケイン                 | 小川真司                                                                   | 小川真司                                                                   | 羽佐間道夫 |
| エリック・マシューズ               | ベンジャミン・ブラット           | 小杉十郎太                                                                 | 小杉十郎太                                                                 | 桐本琢也 |
| スタン・フィールズ                 | ウィリアム・シャトナー           | 阪脩                                                                       | 阪脩                                                                       | 矢島正明 |
| ハリー・マクドナルド               | アーニー・ハドソン               | 手塚秀彰                                                                   | 手塚秀彰                                                                   | 銀河万丈 |
| キャシー・モーニングサイド         | キャンディス・バーゲン           | 小宮和枝                                                                   | 小宮和枝                                                                   | 藤田淑子 |
| クロンスキー捜査官                 | ジョン・ディレスタ               | 桜井敏治                                                                   | 桜井敏治                                                                   | 桜井敏治 |
| シェリル【ミス・ロードアイランド】 | ヘザー・バーンズ                 | こおろぎさとみ                                                             | こおろぎさとみ                                                             | 小島幸子 |
| カレン【ミス・ニューヨーク】       | メリッサ・デ・ソーサ             | 服部真季                                                                   | 服部真季                                                                   | 鈴木佳由 |
| レズリー【ミス・カリフォルニア】   | ウェンディ・ラクエル・ロビンソン | 中澤やよい                                                                 | 中澤やよい                                                                 | 藤貴子 |
| メアリー・ジョー【ミス・テキサス】 | ディアドレ・クイン               | 田村真紀                                                                   | 田村真紀                                                                   | 林真里花 |
| アラナ【ミス・ハワイ】             | エイシャ・デマーコス             | 大坂史子                                                                   | 大坂史子                                                                   | MAI |
| フランク・トービン                 | スティーヴ・モンロー             | 山崎たくみ                                                                 | 山崎たくみ                                                                 | 遠藤純一 |
| ハリス捜査官                       | ケン・トーマス                   |                                                                            |                                                                            | 高木渉 |
| その他声の出演                     | その他声の出演                   | 小関一 青山穣 柚木涼香 園田恵子 高橋翔 山門久美 片桐真衣 河相智哉 出口佳代 | 小関一 青山穣 柚木涼香 園田恵子 高橋翔 山門久美 片桐真衣 河相智哉 出口佳代 | 青山穣 長島雄一 石井隆夫 熊谷ニーナ 隈本吉成 西宏子 古田信幸 内川藍維 三浦智子 佐藤ゆうこ 出口佳代 吹替補完版キャスト 森川美咲 |
| 日本語版制作スタッフ               |                                  |                                                                            |                                                                            | |
| プロデューサー                     | プロデューサー                   | 尾谷アイコ                                                                 | 尾谷アイコ                                                                 | |
| 演出                               | 演出                             | 清水洋史                                                                   | 清水洋史                                                                   | 伊達康将 |
| 翻訳                               | 翻訳                             | 中島多恵子                                                                 | 中島多恵子                                                                 | 松崎広幸 |
| 編集                               | 編集                             | オムニバス・ジャパン                                                       | オムニバス・ジャパン                                                       | |
| 調整                               | 調整                             | 宇田川亨子                                                                 | 宇田川亨子                                                                 | 田中和成 |
| 効果                               | 効果                             |                                                                            |                                                                            | サウンドボックス |
| 録音                               | 録音                             |                                                                            |                                                                            | オムニバス・ジャパン |
| 担当                               | 担当                             |                                                                            |                                                                            | 稲毛弘之 |
| 制作                               | 制作                             | ワーナー・ホーム・ビデオ 東北新社                                          | ワーナー・ホーム・ビデオ 東北新社                                          | 東北新社 |
| 初回放送                           | 初回放送                         |                                                                            |                                                                            | 2005年5月27日 『金曜ロードショー』 21:33-23:24                                                                                 |

日本テレビ版はカットされた部分を追加録音した「吹替補完版」が、2019年3月30日にWOWOWプライムで放送された。